# Кефалометрия
Кефалометрия, или кефалометрический анализ, — геометрическая абстракция, созданная ортодонтами и челюстно-лицевыми хирургами для дифференциации нормы от патологии посредством тригонометрических функций.
Кефалограмма — геометрическая обрисовка телерентгенограммы для изучения абстрактных закономерностей — угловых и линейных кефалометрических параметров.